# Pretty Good Privacy
PGP enkripcija (Pretty Good Privacy) je računalniški program, ki ponuja kriptografsko privatnost in edinstvenost. Prva verzija PGP, ki jo je napisal Phil Zimmermann, je bila narejena leta 1991. Od takrat je prišlo do mnogih izboljšav in je s strani PGP korporacije in ostalih proizvajalcev možen nakup mnogih produktov. PGP in ostali produkti, upoštevajo OpenPGP, standard za kriptiranje in dekriptiranje podatkov.
PGP enkripcija uporablja kriptografijo javnega ključa in vsebuje sistem, ki pripne javni ključ identiteti osebe. Prvotna verzija tega sistema je bila v javnosti znana kot mreža zaupnosti, v kontrastu s kasneje izumljenim sistemom X.509, ki uporablja hierarhični pristop s pomočjo avtorizacije certifikata. Trenutne verzije PGP enkripcije vsebujejo obe alternativi preko avtomatiziranega strežnika.

## Šifriranje in dešifriranje informacije
Za šifriranje PGP sporočil uporabljamo asimetrični algoritem šifriranja javnega ključa. Algoritem, ki uporabi javni del ključa in njegov privatni ključ. Pošiljatelj uporabi naslovnikov javni del ključa za šifriranje izmenljivega ključa (skritega ključa) s simetričnim algoritmom. Ta ključ je uporabljen za šifriranje navadnega teksta. Mnogo uporabnikov ima svoje javne ključe shranjene na PGP strežnikih, ki se nahajajo po svetu in se sinhronizirajo s pomočjo zrcalnih strani.
Prejemnik PGP šifriranega sporočila, dešifrira sporočilo s pomočjo sejalnega ključa za simetrični algoritem. Ta sejalni ključ je dodan sporočilu v šifrirani obliki in je bil sam dešifriran z uporabo prejemnikovega privatnega ključa. Uporaba dveh šifrantov v tem zaporedju je občutljiva zaradi razlike v operativni hitrosti med asimetričnim in simetričnim ključem (razlika je pogostokrat tisočkrat večja). 